# Leopoldina Mekina
Leopoldina Mekina, aktivistka OF in sekretarka KPS v Ljubljani, * 17. oktober 1908, Trst,  † 4. maj 1945, grad Turjak.
Leopoldina (Poldka) Mekina se je po prvi svetovni vojni iz rodnega Trsta z družino preselila v Ljubljano. Po opravljenem trgovskem tečaju in šolanju na Obrtni šoli se je zaradi pomanjkanja sredstev za študij zaposlila v Železničarski nabavljalni zadrugi. Že leta 1941 se vključila v delo OF. Kot znana aktivistka OF in nazadnje sekretarka KPS v Ljubljani je bila januarja 1945 aretirana v ilegalnem bunkerju na Gerbičevi 22 v Ljubljani skupaj z Nedo Geržinič po izdaji domnevno Nade Dolenc, umorjena po osvoboditvi s strani Ozne kot »izdajalka in gestapovka« in kot 30. žrtev podtaknjena med 29 ujetnikov, ki jih je domobranska policija 4. maja 1945 usmrtila na Turjaku. Kljub kasnejšim ugotovitvam, da je šlo pri obtožbah o njeni izdaji za zavajanje in neresnice, Leopoldina Mekina ni bila nikoli rehabilitirana niti razglašena za narodno herojinjo.
Vera Hutař je o njej leta 1998 napisala knjigo Žrtvovana (Zamolčana resnica o Leopoldini Mekina).